# رون جيمس (سياسي)
رون جيمس (بالإنجليزية: Ron James)‏ هو سياسي أمريكي، ولد في 1940. حزبياً، نشط في الحزب الديمقراطي. وقد انتخب عضو مجلس نواب أوهايو.